# Paulo David (criminoso)
Paulo Roberto de Almeida David, conhecido como o Padre, foi um criminoso brasileiro famoso na década de 1970, no Rio de Janeiro, e atualmente atua como advogado.  Ele foi o autor intelectual de várias fugas realizadas e de muitas outras tentadas, com Rogerio Lengruber, o Bagulhão, quando, já com maioridade, estava preso na Delegacia de Duque de Caxias, no início dos anos 70. Eles tentaram fugir juntos, também em várias oportunidades, quando transferidos para o antigo Presídio Geral do Estado, em Niterói, quando Paulo David, o "Padre", foi o único que não foi recapturado e conseguiu entregar uma carta denunciando as torturas e espancamentos de que eram alvos no PGE, assim como haviam sido em Caxias.
A carta fora assinada por todos os que tentaram a fuga e foi entregue à jornalista Albeniza Garcia, na sede do jornal O Globo, na Rua Irineu Marinho, no Rio de Janeiro. O vulgo de Paulo David é em razão de várias vezes não ter sido preso entre 1968 e 1971, por estar trajando batina. Fala-se que, em pelo menos um dos bancos que assaltou, o Banco Andrade Arnaud em Botafogo, estava vestindo batina quando fez o levantamento.
Durante o período em que esteve preso na Delegacia de Caxias, na Baixada Fluminense, uma das primeiras concentradoras do Estado do Rio, muitas foram as tentativas de fuga de que participou, algumas delas armadas. Na fuga do PGE, em maio de 1973, armada, amarraram e amordaçaram os policiais militares, em um final de semana. A carta dos foragidos publicada pelo O Globo, em 23 de maio daquele ano, foi encabeçada com o título “Ofendidos e humilhados, eles decidiram protestar”. Participou de todas as manifestações dos presos contra as administrações prisionais. Não mais fugiu, mas participou da elaboração das fugas em todos os locais para onde foi sendo transferido.
Em 1975, foi transferido e foi, de isolamento em isolamento, passando pelos presídios cariocas Evaristo de Morais, Helio Gomes, Lemos de Brito. Nesse último, não ficou no isolamento, mas apenas permaneceu por um mês até ser transferido para a Ilha Grande, em razão de, em sua ficha móvel, constar o seu histórico de fugas. Logo após Bagulhão, também chega à Ilha Grande, também transferido para o Instituto Penal Cândido Mendes.
Anos depois ele foi reabilitado e fez parte dos Direitos Humanos atuando como advogado.